# Elecciones estatales de Chiapas de 1994
Las Elecciones estatales de Chiapas de 1994 se llevaron a cabo el domingo 21 de agosto de 1994, simultáneamente con las elecciones presidenciales, y en ellas se renovó el cargo de Gobernador de Chiapas, titular del Poder Ejecutivo del estado, electo para un periodo de seis años no reelegibles en ningún caso. El candidato electo fue Eduardo Robledo Rincón.

## Resultados
|  | 50.48 % |

|  | 35.00 % |

|  | 9.16 % |

|  | 1.7 % |

|  | 1.7 % |

|  | 0.7 % |

|  | 0.6 % |

|  | 0.4 % |

|  | 0.2 % |